# Козьмин, Николай Николаевич
Никола́й Никола́евич Козьми́н (23 февраля [6 марта] 1872, Красноярск — 21 августа 1938, Иркутск) — российский историк и этнограф, общественно-политический деятель, профессор Иркутского университета, сибирский областник.

## Биография
Родился в 1872 году. В октябре 1884 года его отец, работавший бухгалтером Горного отделения Главного управления Восточной Сибири (а ранее, преподавателем истории и географии в Иркутской, а затем Красноярской гимназий), спустя 2 недели после выхода в отставку, скончался. Мать, Анна Фёдоровна, осталась с четырьмя детьми, старшим из которых был Николай. Один год он проучился в Красноярской гимназии, а последующие восемь лет учился в Иркутской губернской гимназии. Окончил гимназию с серебряной медалью в 1891 году. Директор Иркутской гимназии И. Румов обратился с рекомендательным письмом к ректору Санкт-Петербургского университета, где просил принять участие в судьбе талантливого юноши, в будущее которого он поверил, несмотря на его бедность, болезненное состояние, замкнутый характер; 1892—1896 годы стали временем учёбы Козьмина на историко-филологическом факультете Санкт-Петербургского университета.
С 1900 года он был производителем работ по составлению отводных записей Иркутской губернии. В 1897—1907 годах был правителем дел Восточно-сибирского отдела Русского географического общества в Иркутске. В 1907 году переехал в Минусинск, где до 1910 года был старшим производителем работ по составлению отводных записей Енисейской губернии. С 1910 по 1919 год занимал в Красноярске различные должности в поземельных службах.
Член партии социалистов-революционеров, в 1917 году крупный деятель правого крыла сибирского областничества, председатель губернского земского комитета Красноярска, директор одного из департаментов министерства земледелия Российского правительства. В 1918 году член губернского комиссариата в Красноярске, заведующий сибирским земельным отделом.
В последующие годы занимался историко-этнографическими исследованиями.
Летом 1920 года он был арестован семеновцами в Агинском аймаке и увезен в Читу, но вскоре был освобождён. В том же году он прибыл в Маньчжурию, где сразу же занялся активной общественной деятельностью: состоял редактором и членом редколлегий популярных в Харбине газет «Вперёд» и «Россия», журнала «Рабочее дело»; как один из руководителей принял деятельное участие в организации и работе Общества изучения Маньчжурского края.
Осенью 1923 года он приехал в Верхнеудинск, столицу Бурят-Монгольской автономной области, где он работал заместителем наркома земледелия, заместителем председателя Госплана Бурят-Монгольской АССР, членом правления Бурят-Монгольского научного общества имени Доржи Банзарова, писал научные труды. С 1924 года входил в состав редколлегии журнала «Жизнь Бурятии».
В 1924 году Козьмин переехал в Иркутск, где стал профессором кафедры краеведения Иркутского университета, в котором читал курсы по истории Сибири и русской истории. Был заместителем председателя Бурят-Монгольского научного общества имени Д. Банзарова, председателем бурят-монгольской секции Восточно-Сибирского отдела РГО. Тогда же выступил против упразднения БМАССР и создания Ленско-Байкальской области.
В 1927—1928 годах состоял директором Иркутского государственного областного музея, активно сотрудничал в таких периодических изданиях, как «Сибирские записки», «Сибирская живая старина», «Известия Восточно-Сибирского отдела РГО», «Жизнь Бурятии» и др., работал в местных отделениях РГО и Общества краеведов, написал основные научные труды по различным вопросам науки.
Впервые теоретически сформулировал мысль о ведущей роли типа хозяйства и образа жизни в процессе этногенеза, предвосхитив выделенные Н.Н. Чебоксаровым совместно с М.Г. Левиным принципы этнографической классификации народов по хозяйственно-культурным типам и историко-этнографическим областям (ХКТ и ИСО).
Н. Н. Козьмин был арестован 23 августа 1937 года УНКВД Восточно-Сибирской области по обвинению в том, что он якобы являлся японским шпионом и участником контрреволюционной белогвардейской организации; 21 августа 1938 года умер в больнице Иркутской тюрьмы от декомпенсации сердца; 28 августа 1938 г. дело в отношении Н. Н. Козьмина постановлением УНКВД по Иркутской области было прекращено в связи с его смертью. В настоящее время проф. Козьмин признан невиновным и реабилитирован.

## Труды
- Библиографический указатель сочинений и статей А. П. Щапова / Н. Н. К. [Н. Н. Козьмин?] // Книговед. — 1894. — № 6. — С. 1-12. — Подпись: Н. Н. К-ъ.
- Природные богатства Чикойского края: Геол. заметка о залегании медных и железных руд по ключу Дырымину и речке Коротковой, впадающей в речку Чикой с правой стороны, вблизи с. Короткова. — Томск: Типолитогр. М. Н. Кононова, 1900. — 5 с.
- Пугачевщина в Сибири: [Библиография] // Изв. Вост.-Сиб. отд. ИРГО. — 1901. — Т. 32, вып 1-2. — С. 141—146.
- Афанасий Прокопьевич Щапов, его жизнь и деятельность: (по поводу 25-летия со дня смерти): [речь, сказанная на общ. собр. членов Вост.-Сиб. отд. ИРГО, посвящ. памяти А. П. Щапова, 4 марта 1901 г.] / Вост.-Сиб. отд. ИРГО. — Иркутск: Типолитогр. П. И. Макушина, 1902. — 65 с.;
- То же // Он же. Очерки прошлого и настоящего Сибири. — СПб., 1910. — С. 102—160.
- Из прошлого Сибири: (бывший генерал-губернатор Вост. Сибири С. Б. Броневский и его мемуары): [ист. очерк] // Изв. Вост.-Сиб. отд. ИРГО. — 1903 (1904). — Т. 34, № 1. — С. 69-97;
- То же: [Отд. оттиск]. — Б. м. [Иркутск?]: Б. и., Б. г. [1904?]. — 29 с.;
- То же // Он же. Очерки прошлого и настоящего Сибири. — СПб., 1910. — С. 34-67.
- Памяти М. В. Загоскина // Вост. обозрение. — 1904. — 23 сент. — Подпись: Л.
- Существует ли кустарная промышленность в Иркутской области?: (сост. на

основании ответов корреспондентов Отдела в 1899 и 1901 году) / [сост. Н. Козьмин]; Вост.-Сиб. отд. ИРГО. — Иркутск: Паровая типолитогр. Макушина и Посохина, 1904. — 53 с., 2 л. ил.;
- То же // Он же. Очерки прошлого и настоящего Сибири. — СПб., 1910. — С. 68-101.
- Памяти М. В. Загоскина // Вост. обозрение. — 1905. — 22 марта. — Подпись: Н. К-ин.
- Михаил Васильевич Загоскин: (некролог) // Изв. Вост.-Сиб. отд. ИРГО. — 1906. — Т. 35, № 3. — С. 35
- Исторический очерк деятельности Восточно-Сибирского отдела [Имп.] Русского географического общества. — Иркутск, 1905. — 43 с.;
- То же // Изв. Вост.-Сиб. отд. ИРГО. — 1908. — Т. 35, № 2. — С. 1-43.

К вопросу о кафедрах монгольского и тюркского языков в Томском университете / Ландарма // Сибирь (Иркутск). — 1908. — № 229. — Подпись: Ландарма.
- Крестьянские оросительные сооружения в Минусинском уезде / Ландарма // Сибирь(Иркутск). — 1908. — № 230. — Подпись: Ландарма.
- Иркутск: (Выборы гласных в городскую думу; Железнодорожные изыскания): [Из отд. «Сиб. письма»] / Н. К. [Н. Н. Козьмин?] // Сиб. вопросы. — 1909. — 6 нояб. (№ 42). — С.27-29. — Подпись: Н. К.
- Инородческое скотоводство в Минусинском уезде / Ландарма // Сибирь (Иркутск). −1910. — № 108, 115. — Подпись: Ландарма.
- Очерки прошлого и настоящего Сибири. — СПб.: Тип. «Печат. труд», 1910. — VI, 266,[1] с. — Библиогр. в подстроч. примеч. Содерж.: Хлеб за ясак. — С. 1-13; Администрация государственной пашни в Сибири в XVII в. — С. 14-33; Из прошлого Сибири: (бывший генерал-губернатор Вост. Сибири С. Б. Броневский и его мемуары). — С.34-67; Существует ли кустарная промышленность в Иркутской губернии? — С. 68-101; Афанасий Прокопьевич Щапов. — С. 102—160; М. В. Загоскин и его значение в истории развития сибирской общественности: (из истории областного движения). — С. 161—229; К постановке аграрного вопроса в Иркутской губернии. — С. 230—266.
- Рец.: А. П. Щапов и М. В. Загоскин // Сиб. вопросы. — 1910. — 24 окт. (№ 39). — С. 40-52; Рус. мысль. −1911. — № 7; Рус. ведомости. — 1911. — № 177; [Перечень рецензий]: Из разд. «Свод рецензий о новых рус.,

науч. и науч.-попул. книгах» // Библиотекарь. — 1911. — Вып. III. — С. 42 (2-я паг.); вып. IV. — С. 128 (2-я паг.).
- Очерк деятельности Общества для оказания пособий учащимся Восточной Сибири (1875—1900) / сост. Н. Н. Козьмин. — Иркутск, 1911. — 50 с.
- Роль Иркутского Общества приказчиков в разработке приказчичьего вопроса в мае 1905 г.: (Из недавнего прошлого) / Н. К-ин // Сиб. вопросы. — 1912. — 28 мая (№ 16). — С.41-54. — Подпись: Н. К-ин.
- О роли Общества в изучении вопроса о нормировании рабочего дня приказчиков и улучшения их быта в целом.
- Остров Колгуев и его обитатели: (к вопросу о необходимости открытия на острове школы для самоедов): [отд. отт. из "Церков. ведомостей, 1913]. — СПб., 1913. — 17 с.: ил.
- Исторический метод исследования // Двадцатипятилетие Красноярского городского музея: [Сб.]. — Красноярск: Енисейская губ. тип., 1914;

То же: [отд. отт.] / Краснояр. подотд. Вост.-Сиб. отд. ИРГО. — Красноярск: Енисейская губ. тип., 1914. — 21 с.
- Г. Н. Потанин и Н. М. Ядринцев в «Камско-Волжской газете», 1873 г.: [Очерки] / Ландарма // Сибирь (Иркутск). — 1915. — Подпись: Ландарма.
- Рец.: В. К. [Крутовский Вл. М.]. Областные очерки // Сиб. записки. — 1916. — № 1. — С. 152—159.
- К библиографии сочинений Г. Н. Потанина и Н. М. Ядринцева // Сиб. жизнь. — 1916. — 11 марта (№ 56).
- К вопросу о «вымирании» инородцев: [Ст. из «Областного отд.»] / Н. К. // Сиб. записки. — 1916. — № 2. — С. 99-108: табл. — Подпись: Н. К.
- Д. А. Клеменц и историко-этнографические исследования в Минусинском крае // Изв. Вост.-Сиб. отд. ИРГО. — 1916 (1917). — Т. 45. — С. 35-64; То же: [отд. отт.]. — Иркутск, 1916. — 30 с.
- Книга. посвященная памяти Д. А. Клеменца // Сиб. записки. — 1917. — № 3. — С. 163—164.
- Князь Иренак: (Эпизод сиб. истории [XVII в.]) // Сиб. записки. — 1916. — № 1. — С. 41-58.
- Открытая книга природы // Северные зори: Лит.-публицистич. сб. — М., 1916. Доход от реализации сборника поступал в фонд на постройку учительского дома в Иркутске.
- Рец. на кн.: Н. Ч. [Чужак Н.?] // Сиб. летопись. — 1916. — № 6/7/8. — С. 368—369. — Подпись: Н. Ч. — В том числе о статье Н. Н. Козьмина «Открытая книга природы».
- По поводу писем Н. М. Ядринцева / Ландарма // Сиб. записки. — 1916. — № 2. — С. 71-78. — Подпись: Ландарма.
- [Рецензия на книгу В. А. Ватина «Село Минусинское: ист. очерк», изд. Минусин. гор. Мартьяновского музея, Минусинск, 1914]: из отд. «Критика и библиография» // Сиб. записки. — 1916. — № 1. — С. 157—160.
- [Рецензия на публикацию Пигнатти «Искер: (Кучумово городище)», опубл. в 1915 г.в «Ежегоднике Тобольского губернского музея»]: Из отд. «Критика и библиография» // Сиб. записки. — 1916. — № 1. — С. 167—169.
- «Чернь»: (Природа и человек горной тайги): [Ст. из «Областного отд.»] // Сиб.записки. — 1916. — № 3. — С. 95-106; То же: [отд. отт.]. — Красноярск, 1916. — [11] с.
- Школа и наука // Сиб. школа (Красноярск). — 1916. — № 6. — С. 23-33.
- Заповедники // Сиб. записки. — 1917. — № 6. — С. 91-103. О соболиных заповедниках Енисейской губернии.
- Источники для изучения истории Минусинского края // Сиб. записки. — 1917. — № 3. — С. 81-82.
- На севере: Путевые впечатления: [О Туруханском крае] / Ландарма // Сиб. записки. — 1917. — № 1; № 2. — С. 41-55. — Подпись: Ландарма.
- Областничество // Сиб. записки. — 1917. — № 6. — С. 70-82; 1918. — № 1. — С. 40-54.
- Туба: [ист.-этногр. очерк] // Сиб. зап. — 1918. — № 4. — С. 23-49; То же: [отд. отт.]. — Иркутск: Красноярск: [Изд. журн. «Сиб. записки»], 1918. — 26 с.
- Декларация сибиряков-областников // Сиб. жизнь. — 1919. — 9 июля. * Среди подписавших декларацию был Н. Н. Козьмин.
- Пособия и источники по истории бурят: [Библиогр. список] // Вестн. Азии. — 1922. -№ 48. — С. 169—173. В подзаголовке указано, что список составлен по материалам М. Н. Богданова.
- Туземная интеллигенция Сибири // Сибирская живая старина. — Иркутск, 1923. -Вып. 1;
- То же: [отд. отт.]. — Иркутск: Изд. Вост.-Сиб. отд. РГО, 1923. — 30 с.
- Рец.: Сиб. огни. — 1923. — № 4. — С. 194—195. — Подпись: П-й.
- Бурятия в географическом и экономическом отношении. — Верхнеудинск: Гос. плановая комис. Бурят-Монгол. АССР, 1924. — 33 с.
- Рец.: Черемных Вл. // Сиб. огни. — 1925. — № 6. — С. 209—210.
- Бурят-Монгольская Республика, как хозяйствующая область // Жизнь Бурятии. — 1924. — № 1.
- Рец.: Жеребцов Б. [Рецензия на журнал «Жизнь Бурятии», Верхнеудинск, 1924, № 1] // Сиб. огни. — 1924. — № 3. — С. 223.В том числе о 2 статьях Н. Н. Козьмина, помещенных в журнале.
- Бурят-Монгольская Республика — Область // Очерки по землеведению Восточной Сибири: Сб. секции землеведения [Вост.-Сиб. отд. РГО]. — Иркутск, 1924. — (Изв. Вост.-Сиб. отд. РГО, т. 47).
- Рец. на кн.: Я. Х. // Жизнь Сибири. — 1925. — № 4. — С. 125—126. — Подпись: Я. Х.В том числе о статье Н. Н. Козьмина.
- Задачи Научного общества и краеведческая работа в Бурреспублике // Жизнь Бурятии. — 1924. — № 2-3. — С. 67-72; № 4-5. — С. 64-68. О Бурят-Монгольском научном обществе им. Доржи Банзарова.
- Перспективы планового хозяйственного строительства Бурятии // Жизнь Бурятии. −1924. — № 1;
- Рец.: Жеребцов Б. [Рецензия на журнал «Жизнь Бурятии», Верхнеудинск, 1924, № 1] // Сиб. огни. −1924. — № 3. — С. 223. В том числе о 2 статьях Н. Н. Козьмина, помещенных в журнале.
- М. Н. Богданов: (из личных воспоминаний) // Жизнь Бурятии. — 1925. — № 3-4. — С. 18-26. Об известном этнографе-бурятоведе М. Н. Богданове (1878—1919).
- К вопросу о времени водворения бурят около Байкала: ист.-этногр. очерк // Сибирская живая старина. — 1925. — Вып. 3-4; То же: [отд. отт.]. — Иркутск, 1925. — 22 с. — (Тр. Бурят-Монгол. учен. ком-та).
- Рец.: Микст. [Рецензия на сборник статей «Сибирская живая старина», вып. 3-4, Иркутск, 1925, 504 с.] // Сиб. огни. — 1925. — № 3. — С. 218—219. — Подпись: Микст. В том числе об очерке Н. Н. Козьмина.
- Краеведческая организация Бурят-Монгольской АССР // Краеведческий труд:

однодневная газ. (Иркутск). — 1925. — 2 дек.
- Первый Восточно-Сибирский краеведческий съезд, 11-18 янв. 1925 г.: обзор работ, тезисы, резолюции, [Иркутск]. — [Иркутск]: [Вост.-Сиб. отд. РГО], [1925]. — 150 с. Н. Н. Козьмин выступил на съезде с 3 запланированными программой съезда докладами: «О деятельности научных организаций Бурятии», «Задачи изучения туземных народностей Восточной

Сибири», «Сельское хозяйство в Сибири», и с 1 вне программы — «Методы научной работы в краеведении».
- Письмо в редакцию: По поводу отзыва Карено на книгу Серебренникова / Проф. Козьмин // Сиб. огни. — 1925. — № 6. — С. 216—217.
- Рецензия на кн. И. И. Серебренникова «Буряты» под редакцией Н. Н. Козьмина (Верхнеудинск, 1925) была опубликована в журнале «Сибирские огни» (1925, № 4-5, с. 256).
- Хакасы: историко-этнографический и хозяйственный очерк Минусинского края. (недоступная ссылка) — Иркутск: Изд. Иркут.секции науч. работников Рабпроса, 1925. — Х, 185 с. — (Краеведческая сер. № 4 / под ред. М. А. Азадовского; вып. V). — Библиогр. в примеч. в конце каждой гл.
- Рец.: Огородников В. // Сиб. огни. — 1925. — № 4-5. — С. 251—252.
- М. Н. Богданов: [ст.] // Богданов М. Н. Очерки истории бурят-монгольского народа / с доп. статьями Б. Б. Бородина и Н. Н. Козьмина; [подгот. к публ., сост. библиогр. указ. Н. Н. Козьмина]. — Верхнеудинск, 1926. — С. 173—183.
- К вопросу о времени переселения бурят в Прибайкалье: [ст.] // Там же. — С. 7-77.
- Какие права имеют якуты на Охотское побережье? // Сев. Азия — 1926. — Кн. 2. — С. 85.
- Основы капитального строительства Бурятии / Гос. плановая комис. Бурят-Монгол. АССР. — Верхнеудинск, 1926. — 144 с.
- 1905 год в Бурятии // Бурятоведческий сборник. — Иркутск, 1926. — Вып. 1; То же: [отд. отт.]. — Иркутск: [Вост.-Сиб. отд. РГО], 1926. — 9 с.
- 1905 год и буряты // Там же. — Иркутск, 1926. — Вып. 2; То же: [отд. отт.]. — Иркутск: [Вост.-Сиб. отд. РГО], 1926. — 9 с.
- Историческое изучение и родословные. — Иркутск, 1927. — 110 с., 32 л. вкл. ил. — (Бурятоведческий сб.; вып. 3-4).
- Новое в сибирской истории: Обзор новых кн. / Проф. Н. Козьмин // Сиб. огни. — 1927. — № 3. — С. 252—256.
- История сибирской промышленности и её изучение // Изв. Вост.-Сиб. отд. РГО. — 1928. — Т. 3 (53). — С. 81-84.
- К вопросу о происхождении якутов-сахалар // Очерки по изучению Якутского края. — Иркутск, 1928. — Вып. 2. — С. 5-14; То же: [отд. отт.]. — Иркутск, 1928. — 12 с.
- Хозяйство и народность: производственный фактор в этнических процессах // Сибирская живая старина. 1927. Вып. VII. (Иркутск, 1928), с. 1 — 22.
- Бурят-Монгольская АССР: геогр. и хозяйств. очерк. — Иркутск; Верхнеудинск: Бурят-Монгол. Госиздат, 1928. — 70 с., 15 л. ил.: ил.
- Абаканцы // Сибирская советская энциклопедия.- Новосибирск, 1929. — Т. 1. — Стб. 3-4. — Библиогр.: стб. 4. Н. Н. Козьмин — один из редакторов II отдела «Население. Народности (антропология, этнография и лингвистика)».
- Белокурая раса // Там же. — Стб. 274.
- Бродячие инородцы / Н. К. [Н. Н. Козьмин?] // Там же. — Стб. 393—394. — Подпись: Н. К.
- Буряты, или бурят-монголы / Б. Барадин, Н. Бушмакин, Н. Козьмин // Там же. — Стб. 420—422. — Библиогр.: стб. 422.
- Иохельсон В. И. // Большая Советская энциклопедия. — 1-е изд. — М., 1929. — Стб. 128—129.
- Кто такие камасинцы? // Сибирская живая старина. — Иркутск, 1929. — Вып. 8-9. — С. 193—197.
- Земледелие [в Сибири] // Сибирская советская энциклопедия. — Новосибирск, 1931. — Т. 2. — Стб. 112—127: 2 вкл. л. фото, табл. — Библиогр.: с. 127.
- Историко-этнографические исследования [Сибири] // Там же. — Стб. 375—377. — Библиогр.: стб. 377.
- Источники для изучения истории Сибири. [Ч.] 1: Дорусский период // Там же. — Стб. 399—400. — Библиогр.: стб.: с. 400. 2-я ч. статьи написана С. Бахрушиным.
- Коряки // Там же. — Стб. 958—959.
- Кочевники / Н. К. [Н. Н. Козьмин?] // Там же. — Стб. 968—970. — Подпись: Н. К. — Библиогр.: стб. 970.
- Краеведение / К. [Н. Н. Козьмин?] // Там же. — Стб. 976—988. — Подпись: К. — Библиогр.: стб. 988.
- Крепостное право [в Сибири] / Н. К. [Н. Н. Козьмин?] // Там же. — Стб. 1046—1048. — Подпись: Н. К. — Библиогр.: стб. 1048.
- Новые работы в области этнографического изучения Томского края // Сиб. огни. — 1929. — № 6. — С. 198—199.
- Явления культурного и бытового порядка: [8-я ч. коллектив. ст. «История Сибири»] // Сибирская советская энциклопедия. — Новосибирск, 1931. — Т. 2. — Стб. 395—397.
- К вопросу о турецко-монгольском феодализме / Предисл. М. Гудошникова. — М.; Иркутск: ОГИЗ, 1934. — 150 с.
- Рец.: Казакевич В. А. Проблемы истории Монголии и Южной Сибири в новом освещении // Сов. этнография. — 1934. — № 5. — С. 112—117.
- Классовое лицо «Атысы» Йоллыл-тегина, автора орхонских памятников // Сборник в честь академика С. Ф. Ольденбурга: К пятидесятилетию науч.-обществ. деятельности, 1882—1932: сб. статей. — Л., 1934. — С. 259—277; То же: [отд. отт.]. — Л., 1934.
- [Доклад] // К истории Бурят-Монголии: материалы дискуссии, состоявшейся в июне 1934 г в Улан-Удэ. — М.; Л., 1935. — С. 53-61.
- Переписка с М. К. Азадовским] // Литературное наследство Сибири. — Новосибирск, 1969. — Т. 1. — С. 264—270.
- Кон Ф. Я. Усинский край / [предисл. Н. Козьмина (с. 4)]. — Красноярск, 1914. — (Зап. Красноярского подотд. Вост.-Сиб. отд. Имп. Рус. Геогр. о-ва; Зап. по географии, т. II, вып. 1). Упомянуто, что Н. Н. Козьмин — член распорядительного комитета Красноярского подотдела ВСО ИРГО.
- Ядринцев Н. М. Сборник избранных статей, стихотворений и фельетонов: Из газ. «Камско-Волжское слово», «Сибирь» и «Вост. обозрение» за 1873—1884 гг. / [ввод. ст. Н. Н. Козьмина (с. III—XIV)]. — Красноярск: Изд. журн. «Сиб. записки», 1919. — 223 с.
- Самойлович А. Н. Профессор Н. Ф. Катанов, первый ученый из абаканских турков / Предисл. Н. Н. Козьмина; ред. журн. «Жизнь Бурятии». — Верхнеудинск: Бурят-Монгол. изд-во, 1925. — 7 с.
- Рец.: В. Ч. // Сиб. огни. — 1925. — № 6. — С. 202. — Подпись: В. Ч. — О Н. Н. Козьмине не указано.
- Серебренников И. И. Буряты, их хозяйственный быт и землепользование. Т. 1 / Под ред.проф. Н. Н. Козьмина; Бурят-Монгол. науч. о-во им. Доржи Банзарова. — Верхнеудинск: Бурят-Монгол. изд-во, 1925. — VIII, 226 с.
- Рец.: Карено // Сиб. огни. — 1925. — № 4-5. — С. 256. — Подпись: Карено.
- Богданов М. Н. Очерки истории бурят-монгольского народа / с доп. статьями Б. Б.
- Бородина и Н. Н. Козьмина; [подгот. к публ., сост. библиогр. указ. Н. Н. Козьмина]. — Верхнеудинск: Бурят-Монгол. изд-во, 1926. — VII, 229 с. — Библиогр. указ. лит. и источников по истории бурят. народа / сост. Н. Н. Козьмин, отчасти по материалам М. Н. Богданова: с. 184—191. — Примеч.: с. 192—229. Автор, известный этнограф-бурятовед расстрелян в 1919 г. семеновцами.
- Статьи Н. Н. Козьмина: К вопросу о времени переселения бурят в Прибайкалье. — С. 7-77; М. Н. Богданов. — С. 173—183.
- Вся Сибирь и Дальний Восток: Справ. кн. на 1926 г. / Под общ. ред. А. М. Тамарина.- М.; Л.: АО «Промиздат», 1926. — III, 592, [2] с.: табл. На с. 4 упомянуто, что в составлении книги принимали участие Н. Н. Козьмин и Н. Я. Новомбергский.
- Декабристы в Бурятии: [Сб. / предисл. Н. Н. Козьмина (с. I—V)]. — Верхнеудинск, 1927.
- Радлов В. В. Этнографический обзор турецких племен Сибири и Монголии / Пер. с нем. Н. Н. Козьмина. — Иркутск, 1929.
- Лебединский Б. Аршан: Альбом автолитогр. по камню, с описанием / Предисл. Н. Н. Козьмина. — Иркутск; Верхнеудинск, 1931.
- Сибирская советская энциклопедия: в 4 т. Т. 2: З-К / Под общ. ред. М. К. Азадовского, С. А. Алыпова, Н. Н. Козьмина и др. — [Новосибирск]: ОГИЗ. Зап.-Сиб. отд-ние, [1931]. — 1152 стб.: ил., портр., табл.
- Н. Н. Козьмин — один из соредакторов II отдела «Население. Народности (антропология, этнография и лингвистика)» и IV отдела «История (история и археология)».
- Сибирская советская энциклопедия: в 4 т. Т. 3: Л-Н / Под общ. ред. М. К. Азадовского, С. А. Алыпова, Н. Н. Козьмина и др. — [Новосибирск]: ОГИЗ. Зап.-Сиб. отд-ние, [1932]. — 1152 стб.: ил., портр., табл. Н. Н. Козьмин — редактор отделов «Народности» и «История классовой борьбы».
- Оссон К. (Д’Оссон К.). История монголов: от Чингис-хана до Тамерлана. Т. 1: Чингис-хан / Пер. и предисл. Н. Козьмина. — Иркутск, 1937.

## О Н. Н. Козьмине и его трудах
- Императорское Русское Географическое общество. Восточно-Сибирский отдел. Покровители отдела. Список членов Восточно-Сибирского отдела Императорского Русского Географического общества со дня основания по 17 ноября 1901 года. — Иркутск, 1901. — 38 с.
- Bonnard S. Прошлое Сибири, лягушка и Общество изучения Сибири: [Заметка] / S. Bonnard // Сиб. вопросы. — 1912. — 28 июня (№ 18). — С. 9-16.
- Критический анализ двух статей — статьи Эн-Пэ «Прошлое Сибири» (Рус. старина, 1912, № 6) и статьи А. В. Адрианова «Лягушка» (Сиб. жизнь, 1912, № 121). В том числе о недостатке выпуска изданий на сибиреведческие темы и о работе Общества изучения Сибири и улучшения её быта. Об очерках Н. Н. Козьмина, с. 10.
- В. К. [Крутовский Вл. М.]. Областное обозрение // Сиб. записки. — 1917. — № 6. — С. 105—131. — Подпись: В. К.
- О работе в Томске Областного съезда (дек. 1917 г.). В том числе о Н. Н. Козьмине. Был избран членом президиума съезда от Енисейской губернии. Правительственный вестн. (Омск). — 1919. — 31 мая.
- О назначении Н. Н. Козьмина указом А. В. Колчака от 16 мая 1919 заместителем председателя комиссии по подготовке проекта положения о выборах в Национальное собрание.
- Абрамсон М. Общество изучения Маньчжурского края // Новый Восток. — 1922. — № 2. — С. 729.
- [О Н. Н. Козьмине] // Жизнь Бурятии. — 1924. — № 4-5. — С. 87-88; № 6. — С. 136—137.
- Азадовский М. К. Этнография в Сибири: обзор этногр. изучений в Сибири за 1918—1925 гг. // Сев. Азия. — 1926. — Кн. 5-6. — С. 111—132.
- Мункоев И. М. Год работы Бурят-Монгольской секции ВСОРГО // Бурятоведческий сборник. — Иркутск, 1926. — Вып. 1. — С. 80-82.
- Манассеин В. С. Очерк истории деятельности Восточно-Сибирского отдела Государственного Русского Географического общества за семьдесят пят лет существования. — Иркутск: Вост.-Сиб. отд. РГО, 1926. — 26 с. — (Изв. Вост.-Сиб. отд. РГО; т. 1).
- Семьдесят пять лет Восточно-Сибирского отдела Государственного Русского Географического общества, 1851—1926: обзор работ: этнография, палеоэтнология, история, ботаника, зоология; история музея. — Иркутск: Вост.-Сиб. отд. РГО, 1926. — 143 с. — (Изв. Вост.-Сиб. отд. РГО; т. 1).
- 75-летие Восточно-Сибирского отдела Государственного Русского географического Общества: [Из рубр. «Хроника Сибири»] // Сибирские огни. — 1926. — № 5-6. — С. 255—257. Упоминается Н. Н. Козьмин.
- [Об избрании Н. Н. Козьмина в члены почетного президиума заседания, посвященного 75-летию деятельности Восточно-Сибирского отдела РГО (Москва, 25 дек. 1926 г.)] // Сев. Азия. — 1927. — Кн. 2. — С. 112.
- Семенов В. Ф. Очерк пятидесятилетней деятельности Зап.-Сиб. отд. Гос. рус. Геогр. общества. — Омск, 1927. О Н. Н. Козьмине, с. 36.
- [Козьмин Н. Н.] // Наука и научные работники СССР. — Л., 1928. — Ч. VI: Научные работники без Москвы и Ленинграда. — С. 178.
- Энциклопедия Дальневосточного края: проспект словника. — Хабаровск, 1930. Упомянуто о предполагавшемся участии Н. Н. Козьмина в издании энциклопедии.
- Козьмин Николай Николаевич // Сибирская советская энциклопедия. — Новосибирск, 1931. — Т. 2. — Стб. 796.
- Серебренников И. И. Мои воспоминания: [в 2 т.]. Т. 2: В эмиграции, 1920—1924. — Тяньцзин: Наши знания, 1940. — 262 с. — В прил.: Серебренникова А. Н. Дорожные записки: с чехами от Иркутска до Харбина. Упоминается Н. Н. Козьмин, находившейся в 1920—1922 гг. в эмиграции в Харбине.
- Потапов Л. П. Краткие очерки истории и этнографии хакасов (XVII—XIX вв.). — Абакан: Хакас. обл. гос. изд-во, 1952. — 217 с. О книге Н. Н. Козьмина «Хакасы» (Иркутск, 1925), с. 3.
- Вайнштейн С. И. В. В. Радлов и историко-этнографическое изучение тюркских народов / С. И. Вайнштейн, С. Г. Кляшторный // Тюркологический сборник. 1971. — М., 1972. О переводе Н. Н. Козьминым работы академика В. В. Радлова «Этнографический обзор турецких племен Сибири и Монголии» (Иркутск, 1929), с. 22.
- Петряев Е. Д. Псевдонимы литераторов-сибиряков: Материалы к «Истории русской литературы Сибири» / СО АН СССР, Ин-т истории, филологии и философии. — Новосибирск: Наука. Сиб. отд-ние, 1973. — 73,[1] с.
- Шейнфельд М. Б. Проблемы истории Сибири у областников // Шейнфельд М. Б. Историография Сибири (конец XIX — начало XX вв.). — Красноярск, 1973. — С. 220—253.
- Шейнфельд М. Б. Творческий путь Н. Н. Козьмина // Вопросы этнографии Хакасии. — Абакан, 1981. — С. 163—184.
- Репрессированное востоковедение: востоковеды, подвергшиеся репрессиям в 20—50-е годы: [ч. 1] / сост. Я. В. Васильков, А. М. Гришина, Ф. Ф. Перченок // Народы Азии и Африки. — 1990. — № 4. — С. 113—125. О Н. Н. Козьмине, с. 124.
- Кузьмин Ю. Н. Н. Козьмин (1872—1939) // Новости Монголии. — 1990. — 7 янв.
- Потанин Г. Н. Письма: В 5 т. Т. 5 / [Редкол. изд.: Ю. П. Козлов (отв. ред.) и др.; Отв. ред. 5-го т.: Н. А. Логачев, С. Ф. Коваль; Сост. 5-го т.: А. Г. Грум-Гржимайло, С. Ф. Коваль, Н. Н. Яновский]. — Иркутск: Изд-во Иркут. ун-та, 1992. — 270,[2] с.: портр. — Имен. указ.: с. 267—271.
  - О Н. Н. Козьмине, с. 47, 175, 199.
  - О К. А. Козьминой (урожденной Яковлевой), с. 62, 69, 96, 119, 174.
- Вибе П. П. Козьмин Николай Николаевич: [Ист. портрет] // Вибе П. П. Омский историко-краеведческий словарь / П. П. Вибе, А. П. Михеева, Н. М. Пугачева // Вибе П. П. Омский историко-краеведческий словарь. — М., 1994. — С. 112.
- Романов Н. С. Летопись города Иркутска за 1902—1924 гг. / [сост., предисл. и примеч. Н. В. Куликаускене; под ред. С. Ф. Коваля]. — Иркутск: Вост.-Сиб. кн. изд-во, 1994. — 560 с.: ил., портр. — Указ. имен: с. 536—554. О Н. Н. Козьмине, с. 15, 50.
- Шиловский М. В. Хроника областнического движения в Сибири // Материалы к хронике общественного движения в Сибири в 1895—1917 гг. — Томск, 1994. — [Вып. 1]. — С. 6-16. — Библиогр. в тексте; О Н. Н. Козьмине, с. 6, 14, 15.
- Шиловский М. В. Хроника областнического движения в Сибири // Сибирское областничество: Биобиблиогр. справ. — Томск, 2001. — С. 263—275. О Н. Н. Козьмине, с. 263, 273, 275.
- Шиловский М. В. Сибирские областники в 1917 г.: К историографии проблемы // Историческая наука на рубеже веков: Материалы Всерос. науч. конф., посвящ. 120-летию Томского гос. ун-та, [Томск, 27-28 мая 1998 г.: Сб.]. — Томск, 1999. — Т. 2. — С. 88-99.
- Свинин В. В. Профессор ИГУ Н. Н. Козьмин: его имя и книги вернулись к нам // Иркут. ун-т (ИГУ). — 1996. — 25 сент.
- Кузьмин Ю. В. Профессор Н. Н. Козьмин: историк, экономист и общественный деятель (1872—1938) / Ю. В. Кузьмин, В. В. Свинин // Первые востоковедческие чтения ИГАЭ: к 130-летию со дня рождения Н. Н. Козьмина. — Иркутск, 2002.
- Решетов А. М. Николай Николаевич Козьмин: основные направления научной деятельности // Репрессированные этнографы: Выпуск 1 / Сост. и отв. ред. Д. Д. Тумаркин; Институт этнологии и антропологии им. Н. Н. Миклухо-Маклая РАН. — М.: Восточная литература, 1999. — С. 81—100. — 344 с. — 600 экз. — ISBN 5-02-018058-0. (в пер.)

## Архивы
ГАКК. Ф. 865. Оп. 1. Д. 1.